# Юхим Йоріст
Юрист Юхим Юхимович (нім. Efim Jourist; нар. 13 січня 1947, Кам’янець-Подільський, Хмельницька область) – баяніст, заслужений артист РРФСР.

## Життєвий шлях
Навчався в Кам’янець-Подільській міській дитячій музичній школі.
1962–1966 рр. – навчання в Хмельницькому музичному училищі (нині – Хмельницький музичний коледж імені Владислава Заремби).
У 1971 р. закінчив Горьківську консерваторію ім. М. І. Глінки (нині – Нижньогородська державна консерваторія ім. М. І. Глінки). У 1979 р. закінчив курс асистентури-стажування при цьому ж вузі.
Після закінчення консерваторії його направили викладати до Красноярського педагогічного училища ім. А. М. Горького та солістом-інструменталістом у філармонію. Працював на кафедрі народних інструментів КДАМіТ (нині СДІМ імені Д. Хворостовського) з першого дня відкриття вузу, вів клас баяна та оркестровий клас.
У 1977 р. – відправився в перший міжнародний тур.
З 1992 року жив і працював у Німеччині.
Помер 13 січня 2007 р. в Гамбурзі (Німеччина).

## Твори
- «Тема з варіаціями»
- «Варіації на тему російської народної пісні «Коробейники»
- «Циганські мелодії»
- «Фантазії на теми пісень Великої Вітчизняної війни»
- «Варіації» на тему пісні Є. Птічкіна «Солодка ягода»
- «Фантазія на єврейські теми» та ін.
- Частину творів награно баяністом на грамплатівку, випущену фірмою «Мелодія» у 1988 році, інші записані у фонди Всесоюзного та крайового радіо.